# Coccophagus ceroplastae
Coccophagus ceroplastae is een vliesvleugelig insect uit de familie Aphelinidae. De wetenschappelijke naam is voor het eerst geldig gepubliceerd in 1895 door Howard.